# دورسيوس فاستوسوس
دورسيوس فاستوسوس (الاسم العلمي: Dorceus fastuosus) هو نوع من العناكب الرتيلاوات الشكل من فصيلة إريسيداي.

## مناطق التواجد
هذا النوع متوطن في السنغال وتونس وفلسطين.

## الوصف
يبلغ طول الذكر 6.5 مم والذكر الذي وصفه الهناوي في 2002 يبلغ طوله 7.82 مم.

## المنشور الأصلي
- كوتش (1846): Die Arachniden. نورمبرغ، المجلد 13، الصفحات 1-234 (النص الكامل).

## روابط خارجية
- (بالإنجليزية) مصدر أنيمال ديفرستي ويب: Dorceus fastuosus.
- (بالإنجليزية) مصدر دليل الحياة: Dorceus fastuosus C. L. Koch, 1846.
- (بالفرنسية) مصدر نظام المعلومات التصنيفية المتكامل: Dorceus fastuosus C. L. Koch, 1846.
- (بالإنجليزية) مصدر المركز الوطني لمعلومات التقانة الحيوية: Dorceus fastuosus.
- (بالإنجليزية) مصدر العالمي المفهرس البيولوجي والمنظم: Dorceus fastuosus Simon, 1892.
- (بالإنجليزية) مصدر دليل العنكوب العالمي: Dorceus fastuosus Simon, 1911 dans la famille Eresidae.